# Makiko Saitō
Makiko Saitō, ou Saito, Saitoh, Saitou (斉藤満喜子, Saitō Makiko, née le 19 septembre 1970 à Hiroshima, Japon) est une chanteuse et idole japonaise des années 1980. Elle débute en 1986 en rejoignant le groupe pop féminin Onyanko Club avec le numéro 42, puis son sous-groupe Ushirogami Hikaretai en 1987, avec Shizuka Kudo et Akiko Ikuina. Après leur séparation en 1988, elle tente une carrière solo sans grand succès, et se retire au début des années 1990 après deux singles et quelques apparitions dans des drama.

## Discographie
Singles
Compilation